# Henning August von Bredow
Henning August Ludwig Mathias Ehrenreich von Bredow, auch Henning August Ludwig Matthias Ehrenreich von Bredow (* 2. März 1774 in Prillwitz; † 13. Juli 1832 auf seinem amtsunmittelbaren Weingut bei Kötzschenbroda) war ein mecklenburg-strelitzscher Oberforstmeister, preußischer Landrat und Gutsbesitzer auf Schwanebeck und Zollen, sächsischer Winzer und Önologe sowie Direktor der sächsischen Weinbaugesellschaft.

## Leben und Wirken
Henning August von Bredow war der Sohn von Asmus Wilhelm von Bredow (1731–1799), auf Prillwitz, Usadel, Markau, Wernitz und Schwanebeck sowie dessen zweiter Ehefrau Dorothea Ernestine geb. von Kospoth a. d. H. Schependorf (1751–1793). Der Vater war ehemals Leutnant im Infanterie-Regiment von Bredow gewesen und zur Zeit der Geburt Hennings Gutsbesitzer und Landrat. Zudem war der Vater Begründer des Hauses Prillwitz innerhalb der Adelsfamilie von Bredow. Henning wurde zu Prillwitz auf dem Gut des Vaters im (Teil-)Herzogtum Mecklenburg-Strelitz geboren. Nach erster häuslicher Erziehung kam er auf Bildungsanstalten in Dessau und Schnepfenthal. Nach dem Studium der schönen Wissenschaften in Göttingen und Halle (Saale) erlernte er die theoretische und praktische Forstwissenschaft. Im Alter von 20 Jahren wurde er zum herzoglich mecklenburg-strelitzschen Oberforstmeister ernannt. Verbunden mit der Dienststellung war die Erlaubnis, sich durch Auslandsreisen weiterzubilden.
Diese Reisen führten ihn nach Italien und, wohl vorher, nach Frankreich. Der Aufenthalt im französischen Lyon fiel in die Zeit der Revolution. Bredow wurde „Zeuge der größten dort verübten Greuelthaten“, war also wohl dort zu den Strafaktionen des Jahres 1794, als die Konventskommissare Collot d’Herbois und Fouché Massenexekutionen durch Füsilladen und Mitrailladen anordneten. Die Auslandsreisen begeisterten ihn für die Schönen Künste; Bredow legte sich eine Kupferstichsammlung an. Zurück in Strelitz war er erfolgreich in der Verwaltung der ihm anvertrauten Waldungen und Jagden. Er war bei seinen Mitmenschen beliebt und am Hof seines Herzogs Karl II. gern gesehen.
Durch den Tod des Vaters 1799 kamen auf ihn und seine Brüder dessen Landgüter in der Mittelmark. Da ihn die Landwirtschaft interessierte, bewirtschaftete er diese, wobei er dort recht erfolgreich handelte. Bei einer guten Gelegenheit zum Verkauf veräußerte er die auf ihn übergegangenen Güter, um sich 1805 eine Besitzung in der Neumark zuzulegen. Da sein Gut Zollen (Zolnow, Kreis Soldin) an den Zugangsstraßen nach Küstrin und Stettin lag, hatte es stark unter den Kriegsereignissen der Befreiung von den Franzosen zu leiden, was Bredow einen Großteil seines Vermögens kostete.
Ende September 1812 heiratete Bredow in Dertzow (pl. Derczewo, heute Ortsteil von Myślibórz, dt. Soldin) Ernestine Charlotte Wilhelmine von der Marwitz, verwitw. von Platen (* 1783; † 20. Dezember 1862 in Niederlößnitz). Das Paar bekam in den Folgejahren vier Kinder, zwei Jungen und zwei Mädchen.
Im Jahr 1817 war Bredow preußischer Landrat in Soldin und damit zugleich General-Commissarius zur Verpflegung der russischen Armee wie auch mitverantwortlich für den Aufbau der dortigen Landwehr. Mit seiner aus dem Westen stammenden Landwirtschaftsausbildung führte er Reformen ein: So führte er die Stallfütterung ein, teilte sein Land nach Art der Mecklenburgischen Koppelschläge (wohl ein Bewirtschaftungssystem) ein und errichtete eine Lederfabrik. Er ließ große Obstpflanzungen anlegen und baute dazu die damals einzige Branntweinbrennerei der Region. Der Ertrag seines Lands wuchs weit über den Zinsendienst, den er für den Erwerb zu erbringen hatte. Insbesondere von vielen Nachbarn hob sich Bredows Erfolg ab, da diese teilweise nur noch die Hälfte des Wirtschaftsertrags erwirtschafteten, den sie vor den Befreiungskriegen gegen Napoleon gehabt hatten. Der Tod eines der großen Kreditgeber Bredows mit anschließender Kündigung durch die Erben zwang Bredow dazu, trotz seines Erfolgs das Gut zu verkaufen. 1825 war das Gut von 362 Hektar Größe an David Itzigsohn verkauft.

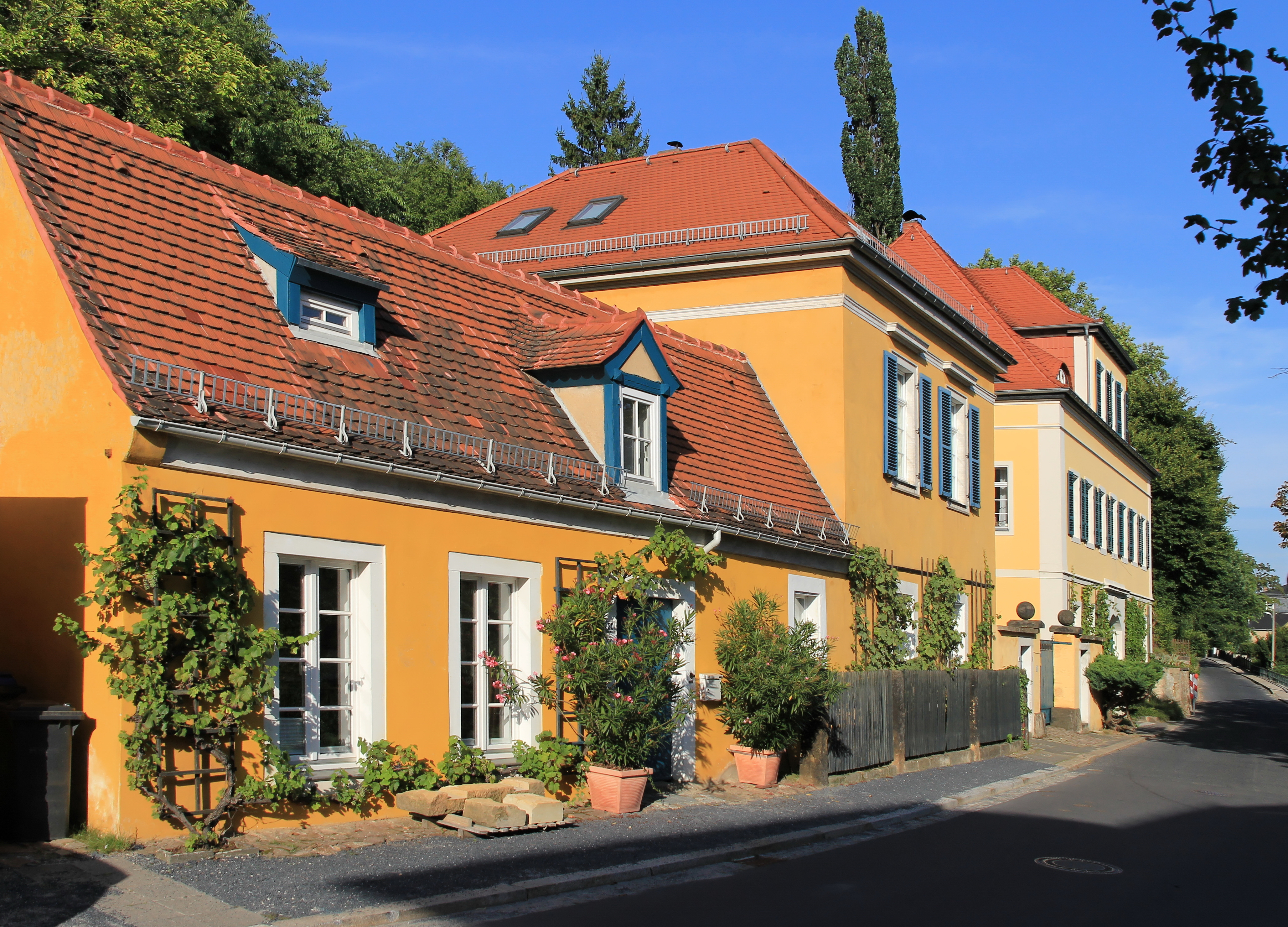
Heute denkmalgeschütztes Herrenhaus des Bredowschen Besitzes, mit Nebengebäuden (davor)

Die letzten Jahre seines Lebens verbrachte von Bredow als Weingutsbesitzer in Sachsen. In der Lößnitz westlich der Residenzstadt Dresden ging 1825 ein Clos, vormals bekannt als Weinartsruhe, an Caroline Friedericke Sophia von Bredow, jüngste Schwester von Bredows und mit seinem Cousin Christoph August verheiratet. Bredow ließ sich mit seiner Ehefrau und seinen vier Kindern dort nieder. Der knapp 4 Hektar große Steillagen-Weinberg galt damals als eine der besten Lagen der Lößnitz und ist es als Minckwitzscher Weinberg innerhalb der Einzellage Radebeuler Steinrücken auch heute. Das Weingut lag zwar auf Kötzschenbrodaer Weinbergsflur, unterstand jedoch amtsunmittelbar dem Amt Dresden. Erst mit der Gründung von Niederlößnitz im Jahre 1839, sieben Jahre nach Bredows Tod, kam das Gut zu einer Kommune.
Bredows Interesse an Weinbau und Önologie sowie seine theoretische Ausbildung und praktische Erfahrung in Landwirtschaft führten zu Verbesserungen des Anbaus auf seinem Gut. Auch schaffte er es, „dem dasigen Landwein den eigenthümlichen, nicht angenehmen Geschmack zu benehmen und ein ungleich besseres Produkt daraus zu erzielen.“ Bredow baute auf seinem Anwesen ein 72 Ellen (etwa 41 Meter) langes Wein-Treibhaus, in dem auch Orangen- und Apfelsinenbäume überwintert wurden. Aufgrund dieser Erfolge wurde Bredow zum Direktor der seinerzeit „halb erstorbenen“ Königlich Sächsischen Weinbau-Gesellschaft erwählt, über die er seine Erfahrungen und Erkenntnisse weitergab. Er begann, eine Schrift über Önologie zu verfassen, konnte sie jedoch bis zu seinem Tod nur halb vollenden. Überkommen ist von ihm ein später veröffentlichter Weinbau-Vortrag, den er 1830 vor der Versammlung der Weinbau-Gesellschaft gehalten hat.
Bredow starb nach einer längeren Leidensphase 1832 und wurde auf dem Kirchhof der zuständigen Parochie der Kirche zu Kötzschenbroda beerdigt. Er hinterließ seine Ehefrau Ernestine und seine vier Kinder.
Der Zuchterfolg der von Bredows auf ihrem Weingut war so groß, dass sie bzw. ihre Produkte an dem bedeutenden Winzerumzug in der Lößnitz 1840 teilnehmen konnten. Der Oberlößnitzer Maler und Winzer Moritz Retzsch verewigte auf dem dritten der acht Blätter seines Winzerzugs unter der Nr. 11 „zwei costümirte Winzermädchen, eine große assyrische Traube (aus dem Glashause der Frau Oberforstmeisterin von Bredow in der Niederlößnitz) und eine volle Weintraubenranke tragend, beides als Gabe für J. J. Majestäten den König und die Königin bestimmt“. Bei der aus dem Treibhaus stammenden „assyrischen Traube“ handelte es sich wohl um Portugiesischen Muskateller.

## Schriften
- Henning August von Bredow: Der Weinbau im Königreich Sachsen in seiner vormaligen und jetzigen Beschaffenheit. Ein Vortrag ... Bei der Versammlung der Königl. Sächs. Weinbau-Gesellschaft am 21. Juli 1830. In: Verhandlungen und Mitteilungen der Königl. Sächs. Weinbaugesellschaft, Landwirtschaftliche Zeitschrift. Herausgegeben von dem landwirthschaftlichen Hauptverein für das Königreich Sachsen, in Gemeinschaft mit der ökonomischen Gesellschaft zu Dresden und der Leipziger ökonomischen Societät. Erster Jahrgang, Arnoldische Buchhandlung, Dresden und Leipzig, 1845, S. 169–175.